# François Massabiau
François Massabiau est un homme politique français né le 7 décembre 1795 à Villefranche-de-Rouergue (Aveyron) et mort le 8 février 1870 à Toulouse (Haute-Garonne).

## Biographie
Médecin à Toulouse, il est conseiller général du canton de Toulouse-Nord de 1852 à 1864 et député de la Haute-Garonne de 1852 à 1863, siégeant dans la majorité soutenant le Second Empire.

## Sources
- « François Massabiau », dans Adolphe Robert et Gaston Cougny, Dictionnaire des parlementaires français, Edgar Bourloton, 1889-1891 [détail de l’édition]